# خوان مانوئل تولوسا
خوان مانوئل تولوسا (انگلیسی: Juan Manuel Tolosa؛ زادهٔ ۲۲ سپتامبر ۱۹۹۴) بازیکن فوتبال اهل آرژانتین است.